# كانديا لوميلينا (بافيا)
كانديا لوميلينا (بالإيطالية: Candia Lomellina)‏ هي بلدة تقع في مقاطعة بافيا بإقليم لومبارديا في شمال إيطاليا. تبلغ مساحة هذه المدينة 27.8 (كم²)، وترتفع عن سطح البحر م، بلغ عدد سكانها 1639 نسمة في عام 2004 حسب إحصاء المعهد الوطني للإحصاء.

## السكان
في سنة 1861 بلغ عدد السكان 2٬893 نسمة، وتطور العدد ليصل في سنة 2011 لـ 1٬636 نسمة.
يظهر هذا المخطط البياني تطور النمو السكاني لـ كانديا لوميلينا (بافيا)

## وصلات خارجية
- الموقع الرسمي